# Ботта, Марио
Марио Ботта (итал. Mario Botta; род. 1 апреля 1943, Мендризио, Тичино) — швейцарский архитектор.

## Биография
Ботта спроектировал своё первое здание в шестнадцать лет, после этого учился в Милане и Венеции. Ещё тогда он познакомился с Ле Корбюзье и Луисом Каном, оказавшими на него значительное воздействие. После выхода из университета Ботта открыл архитектурное бюро, занимавшееся строительством вилл. Крупные заказы начали поступать в 1980-е годы. Тогда Ботта спроектировал здания медиатеки в Виллербане (1984—1988) и кафедрального собора в Эври под Парижем. Незадолго до этого он пробует себя и в дизайне.
Расцвет творчества Ботты пришёлся на рубеж XX и XXI веков. В это время он создал многие культовые и культурные сооружения, свободно смешивая традиции античной и средневековой архитектуры с находками современности, не забывая и о теоретических построениях — в это время он посещал с лекциями множество учебных заведений в Европе и Америке. Среди созданных по проектам Ботты зданий — музеи в Сан-Франциско (1990—1994), Базеле (1993—1996) и Роверето (1988—2002), синагога в Тель-Авиве (1996—1998), библиотека в Дортмунде (1995—1999) и Бергамо (2004), церкви и часовни в Монте-Тамаро (1990—1996) и Моньо (1986—1998).

## Галерея

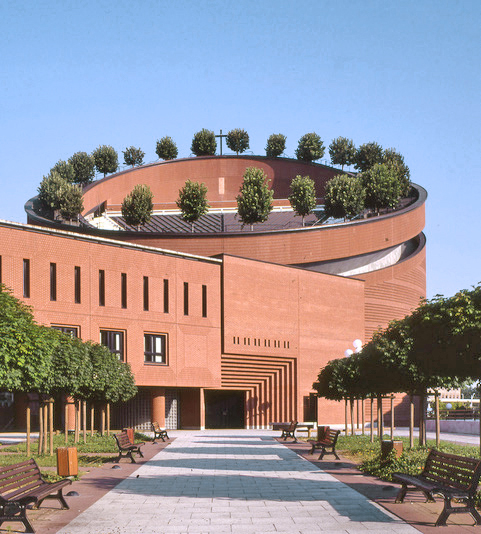
Собор Воскресения Христова в Эври
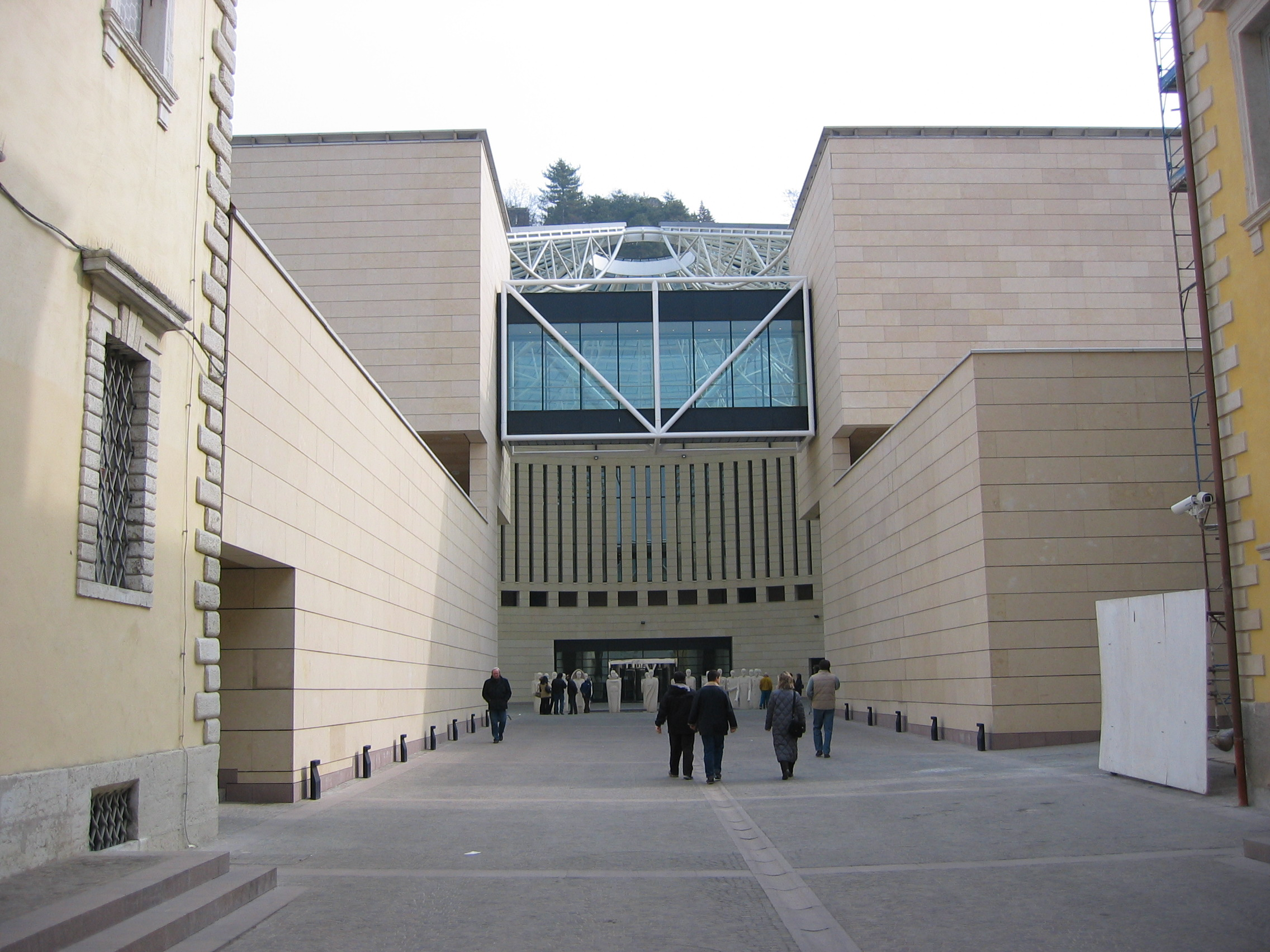
Музей современного искусства в Роверето
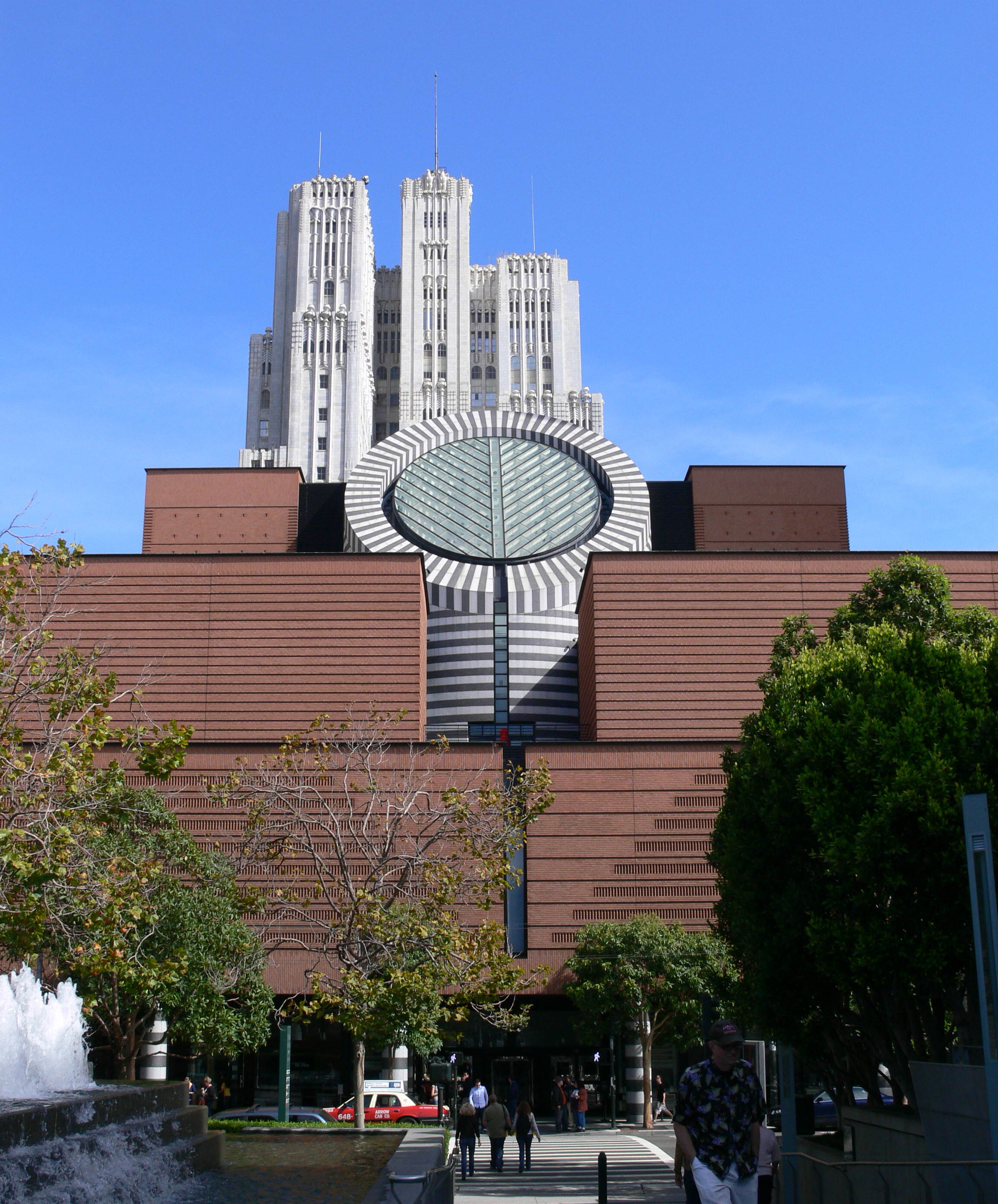
Музей современного искусства в Сан-Франциско
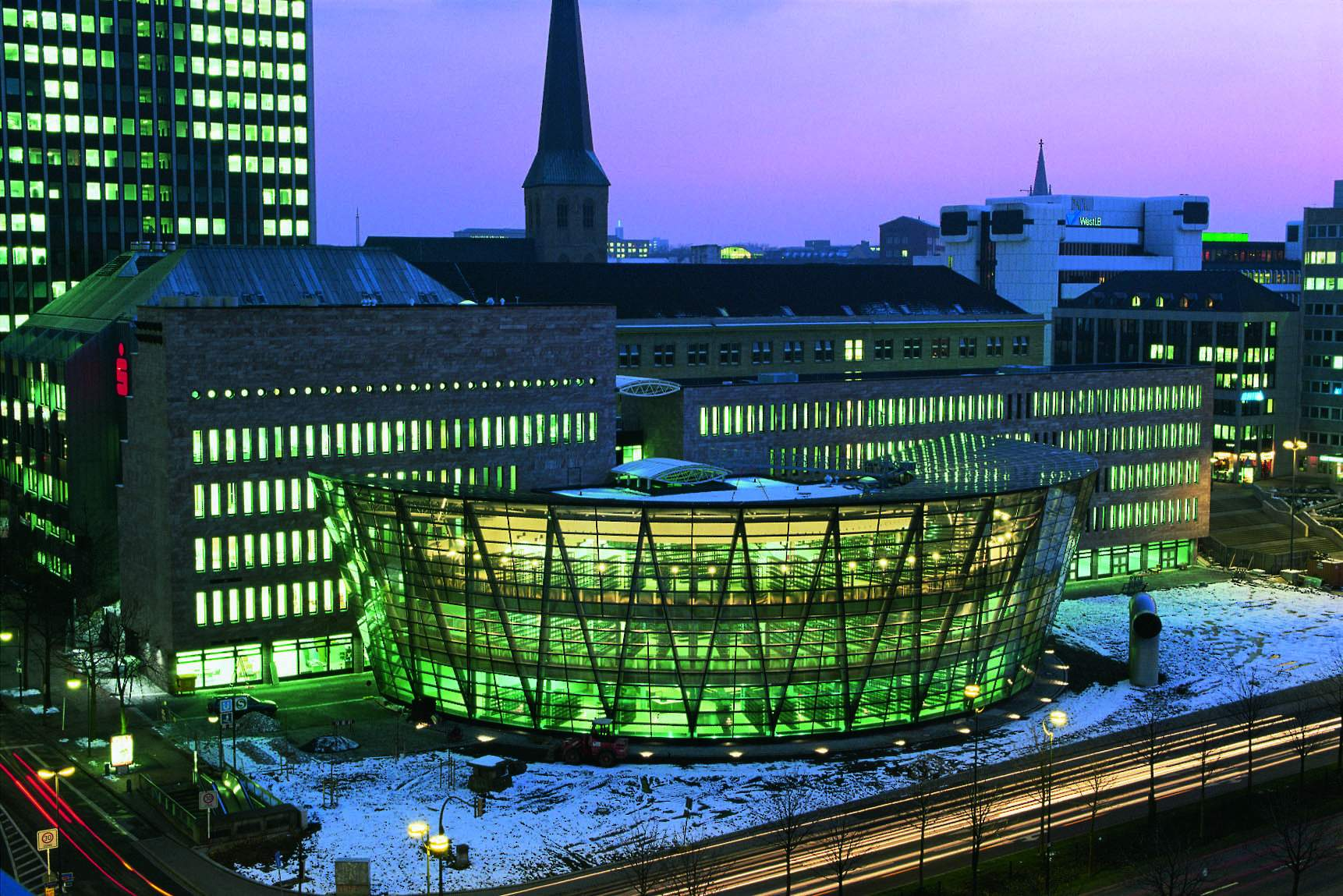
Центральная библиотека Дортмунда